# Hermann Kulke
Hermann Kulke (* 30. Mai 1938 in Berlin) ist ein deutscher Historiker und Indologe. Er ist emeritierter Professor der asiatischen Geschichte an der Christian-Albrechts-Universität Kiel. Seine Veröffentlichungen befassen sich mit der Geschichte Indiens, vor allem der Vormoderne, Regionalkultur und -geschichte Orissas, Staatsbildung und -aufbau sowie historische Beziehungen zwischen Indien und Südostasien.

## Wirken
Kulke studierte Indologie, asiatische Geschichte und Politikwissenschaften in Freiburg und Madras. Im Jahr 1967 wurde er in Freiburg mit einer Arbeit über Chidambaram Mahatmya, der Gründungslegende aus dem 12. Jahrhundert des Nataraja-Tempels  in Chidambaram promoviert. Von 1967 bis 1988 war er am Südasien-Institut der Ruprecht-Karls-Universität Heidelberg als Assistent und außerplanmäßiger Professor für indische Geschichte tätig. 1975 habilitierte er sich dort. Von 1988 bis 2003 hielt er den Lehrstuhl für Asiatische Geschichte am Historischen Seminar der Universität Kiel inne. Zahlreiche Forschungsaufenthalte in Sri Lanka, Indien, und Indonesien und Kambodscha folgten.
Gastprofessuren in Bhubaneswar/Orissa (1978/1979), an der Asiatic Society, Kalkutta (1986) und an der Jawaharlal Nehru University, Delhi (1992), sowie Visiting Research Fellow am Institute of Southeast Asian Studies in Singapore (1987), und am Asia Research Institute der Universität Singapore nahm er in der Folge wahr.
Die Arbeits- und Interessenschwerpunkte Kulkes sind die Geschichte Asiens mit den Schwerpunkten Indien und Südostasien, insbesondere frühstaatliche Entwicklung, Geschichtsschreibung, Regionalkulturen (insbesondere Orissa), und indische Einflüsse in Südostasien sowie Indian Ocean Studies.
Kulke nahm als Projektmitglied am ersten Orissa-Forschungsprojekt der DFG über den Jagannatha-Kult einer speziellen Form des Gottes Vishnu und dessen Tempel- und Wagenfest (Ratha Yatra) in der Stadt Puri in Orissa von 1970 bis 1975 teil. Etwa 25 Jahre später übernahm er die Leitung des zweiten Orissa-Projekts (1999 bis 2005). Nachdem sich das erste Projekt mit den politischen und religiösen Zentren (vergleiche: Jagannath-Tempel) entlang der Küste auseinandergesetzt hatte, verfolgte das zweite Projekt die Erforschung der Geschichte und lokalen Traditionen der Volksgruppen und Stammesbewohner im Hinterland Orissas.
Zudem war er Koordinator des DFG-Schwerpunktprogrammes „Umstrittene Zentren: Konstruktion und Wandel sozio-kultureller Identitäten in der indischen Region Orissa“ (1999–2005).
Hermann Kulke ist der Sohn von Erich Kulke und der Bruder von Wilhelm Kulke und Ulli Kulke.

## Auszeichnungen
- 2006: Gold Medal der Asiatic Society in Kalkutta
- 2010: Padma Shri[3]
- 2011: Verdienstkreuz 1. Klasse der Bundesrepublik Deutschland

## Publikationen
- Cidambaramahatmya. Eine Untersuchung der religionsgeschichtlichen und historischen Hintergründe für die Entstehung der Tradition einer südindischen Tempelstadt (= Freiburger Beiträge zur Indologie. 3). Harrassowitz, Wiesbaden 1970, ISBN 3-447-00548-3 (Zugleich: Freiburg im Breisgau, Universität, Dissertation, 1967).
- Der Devarāja-Kult. Legitimation und Herrscherapotheose im Angkor-Reich. In: Saeculum. Band 25, Nr. 1, 1974, S. 24–55, doi:10.7788/saeculum.1974.25.1.24, (englisch: The Devarāja Cult (= Southeast Asia Program. Department of Far Eastern Studies. Cornell University. Data Paper. 108). Cornell University – Department of Asian Studies, Ithaca NY 1978, ISBN 0-88727-108-9).
- als Herausgeber von: Hermann Goetz: Studies in the History, Religion and Art of Classical and Medieval India (= Schriftenreihe des Südasieninstituts der Universität Heidelberg. 16). Steiner, Wiesbaden 1974, ISBN 3-515-01817-4.
- als Herausgeber mit Anncharlott Eschmann, Gaya Charan Tripathi: The Cult of Jagannath and the Regional Tradition of Orissa (= South Asian Studies. 8, ISSN 0584-3170). Manohar, New Delhi 1978.
- Jagannatha-Kult und Gajapati-Königtum. Ein Beitrag zur Geschichte religiöser Legitimation hinduistischer Herrscher (= Schriftenreihe des Südasieninstituts der Universität Heidelberg. 23). Steiner, Wiesbaden 1979, ISBN 3-515-02725-4 (Zugleich: Heidelberg, Universität, Habilitations-Schrift, 1975).
- mit Dietmar Rothermund: Geschichte Indiens. Kohlhammer, Stuttgart u. a. 1982, ISBN 3-17-007097-5 (3., aktualisierte Auflage der Sonderausgabe. Beck, München 2018, ISBN 978-3-406-72063-5; Übersetzung in zahlreiche Sprachen).
- als Herausgeber mit Hans Christoph Rieger, Lothar Lutze: Städte in Südasien. Geschichte. Gesellschaft. Gestalt (= Beiträge zur Südasienforschung. 60). Steiner, Wiesbaden 1982, ISBN 3-515-03396-3.
- als Herausgeber mit Gaganendranath Dash, Mammath Nath Das, Karuna Sagar Behera: Orissa. A Comprehensive and Classified Bibliography (= Beiträge zur Südasienforschung. 72). Steiner, Wiesbaden 1982, ISBN 3-515-03593-1.
- als Herausgeber mit Dietmar Rothermund: Regionale Tradition in Südasien (= Beiträge zur Südasienforschung. 104). Steiner-Verlag-Wiesbaden, Stuttgart 1985, ISBN 3-515-04519-8.
- als Herausgeber mit Gaya Charan Tripathi: Kaṭakarājavaṃśāvali. A traditional history of Orissa with special reference to Jagannatha Temple. Band 1: Text and translation (= Sources of Orissan history. Band 1). Vohra, Allahabad 1987, ISBN 81-85072-08-6.
- als Herausgeber mit Günther D. Sontheimer: Hinduism Reconsidered (= South Asian Studies. 24). Manohar, New Delhi 1989, ISBN 81-85054-89-4 (Revised edition. ebenda 1997, ISBN 81-7304-198-9).
- Kings and Cults. State Formation and Legitimation in India and Southeast Asia (= Perspectives in History. Band 7). Manohar, New Delhi 1993, ISBN 81-7304-037-0.
- als Herausgeber: The State in India. 1000–1700. Oxford University Press, Delhi u. a. 1995, ISBN 0-19-563127-7.
- als Herausgeber mit Burkhard Schnepel: Jagannath revisited. Studying society, religion, and the state in Orissa (= Studies in Orissan society, culture and history. 1). Manohar, Neu-Delhi 2001, ISBN 81-7304-386-8.
- Indische Geschichte bis 1750 (= Oldenbourg Grundriss der Geschichte, Band 34). Oldenbourg, München 2005, ISBN 3-486-55751-3.
- als Herausgeber mit K. Kesavapany, Vijay Sakhuja: Nagapattinam to Suvarnadwipa. Reflections on the Chola Naval Expeditions to Southeast Asia. Institute of Southeast Asian Studies, Singapur 2009, ISBN 978-981-4345-30-9 (Tamil).
- als Herausgeber mit Margo Kitts, Bernd Schneidmüller, Gerald Schwedler: State, power, and violence (= Ritual dynamics and the science of ritual. Band 3). Harrassowitz, Wiesbaden 2010, ISBN 978-3-447-06203-9.
- als Herausgeber mit Georg Berkemer: Centres Out There? Facets of Sub-regional Identities in Orissa (= Studies in Orissan society, culture and history. 11). Manohar, New Delhi 2011, ISBN 978-81-7304906-4.
- als Herausgeber: Imaging Odisha. 2 Bände. Prafulla, Ashram Patna 2013, ISBN 978-93-80768-01-4 (Bd. 1), ISBN 978-93-80768-02-1 (Bd. 2).

Festschriften
- Martin Brandtner, Shishir Kumar Panda (Hrsg.): Interrogating history. Essays for Hermann Kulke. Manohar, Neu-Delhi 2006, ISBN 81-7304-679-4.
- Stephan Conermann, Jan Kusber (Hrsg.): Studia Eurasiatica. Kieler Festschrift für Hermann Kulke zum 65. Geburtstag(= Asien und Afrika. Band 10). EB-Verlag, Schenefeld 2003, ISBN 3-930826-99-2.